# ブランドン・カンプトン
ブランドン・タイラー・カンプトン（Brandon Tyler Cumpton, 1988年11月16日 - ）は、アメリカ合衆国ジョージア州リッチモンド郡オーガスタ出身のプロ野球選手（投手）。右投右打。メキシカンリーグのオアハカ・ウォーリアーズ所属。

## 経歴

### プロ入りとパイレーツ時代
2010年のMLBドラフト9巡目（全体267位）でピッツバーグ・パイレーツから指名され、プロ入り。契約後、傘下のA-級ステート・カレッジ・スパイクスでプロデビューした。
マイナーでは先発投手として起用され、2011年はA級ウェストバージニア・パワーとA+級ブレイデントン・マローダーズで合計10勝、2012年はAA級アルトゥーナ・カーブで12勝、2013年はAAA級インディアナポリス・インディアンスで6勝を挙げた。
2013年6月15日のロサンゼルス・ドジャース戦で先発で登板してメジャーデビュー。7月31日のセントルイス・カージナルス戦のダブルヘッダー第2試合では先発を務め、7回まで3安打無失点と好投してメジャー初勝利を挙げた。同年パイレーツでは6試合（うち先発5試合）に登板して2勝1敗、防御率2.05、22奪三振を記録した。
2015年3月にトミー・ジョン手術を受けた。11月6日に40人枠から外れ、AAA級インディアナポリスに降格した。
2017年に3年ぶりにマイナーで公式戦登板を果たした。この年はA+級ブレイデントン、AA級アルトゥーナ、AAA級インディアナポリスでプレーし、3球団合計で24試合に登板して5勝4敗1セーブ、防御率3.86、33奪三振を記録した。オフの11月6日にFAとなった。

### 独立リーグ時代
2018年1月10日にテキサス・レンジャーズとマイナー契約を結んでスプリングトレーニングに招待選手として参加することになったが、3月20日に自由契約となった。
その後、4月18日に独立リーグ・アトランティックリーグのサザンメリーランド・ブルークラブスと契約。11試合に先発登板して4勝3敗、防御率4.11、44奪三振を記録した。

### ブルージェイズ時代
2018年7月4日にトロント・ブルージェイズとマイナー契約を結んだと報じられると、翌5日に球団から正式発表され、傘下のAAA級バッファロー・バイソンズへ配属された。7月31日にメジャー契約を結んでアクティブ・ロースター入りすると、同日のオークランド・アスレチックス戦で4年ぶりにメジャーでの登板を果たした。AAA級バッファロー降格後の8月13日にDFAとなり、16日にマイナー契約となった（そのままAAA級バッファローに所属）。レギュラーシーズン終了後の10月5日にFAとなった。

### ブルージェイズ退団後
2019年4月25日に独立リーグ・アトランティックリーグのサザンメリーランド・ブルークラブスに再入団。7月24日にメキシカンリーグのプエブラ・パロッツに移籍したが、6試合に登板し0勝4敗、防御率15.53と結果を残せず、シーズン終了後に自由契約となった。
2020年1月16日にメキシカンリーグのメキシコシティ・レッドデビルズと契約したが、メキシカンリーグが2020年の開催を中止したため、試合に出場することはなかった。7月24日にアメリカン・アソシエーションのウィニペグ・ゴールドアイズと契約した。9試合に登板し、2勝3敗、防御率4.53の成績を残した。
2021年はメキシカンリーグのメキシコシティ・レッドデビルズと再契約した。6月17日にオアハカ・ウォーリアーズにトレード移籍した。シーズン通算では17試合に登板し、0勝6敗1セーブ、防御率7.96の成績だった。

## 詳細情報

### 年度別投手成績
| 年 度    | 球 団    | 登 板 | 先 発 | 完 投 | 完 封 | 無 四 球 | 勝 利 | 敗 戦 | セ 丨 ブ | ホ 丨 ル ド | 勝 率 | 打 者 | 投 球 回 | 被 安 打 | 被 本 塁 打 | 与 四 球 | 敬 遠 | 与 死 球 | 奪 三 振 | 暴 投 | ボ 丨 ク | 失 点 | 自 責 点 | 防 御 率 | W H I P |
| -------- | -------- | ----- | ----- | ----- | ----- | -------- | ----- | ----- | -------- | ----------- | ----- | ----- | -------- | -------- | ----------- | -------- | ----- | -------- | -------- | ----- | -------- | ----- | -------- | -------- | ------- |
| 2013     | PIT      | 6     | 5     | 0     | 0     | 0        | 2     | 1     | 0        | 0           | .667  | 124   | 30.2     | 26       | 1           | 5        | 0     | 1        | 22       | 1     | 0        | 8     | 7        | 2.05     | 1.01    |
| 2014     | PIT      | 16    | 10    | 0     | 0     | 0        | 3     | 4     | 0        | 0           | .429  | 309   | 70.0     | 82       | 2           | 18       | 2     | 6        | 46       | 2     | 0        | 41    | 38       | 4.89     | 1.43    |
| 2018     | TOR      | 1     | 0     | 0     | 0     | 0        | 0     | 0     | 0        | 0           | ----  | 10    | 1.2      | 3        | 0           | 2        | 0     | 0        | 2        | 0     | 0        | 1     | 1        | 5.40     | 3.00    |
| MLB：3年 | MLB：3年 | 23    | 15    | 0     | 0     | 0        | 5     | 5     | 0        | 0           | .500  | 443   | 102.1    | 111      | 3           | 25       | 2     | 7        | 70       | 3     | 0        | 50    | 46       | 4.05     | 1.33    |

- 2021年度シーズン終了時

### 背番号
- 58（2013年 - 2014年）
- 47（2018年）